# Roda (Murcia)
Roda es una localidad española del municipio de San Javier, perteneciente a la comunidad autónoma de la Región de Murcia.

## Historia
Hacia mediados del siglo XIX, el lugar ya pertenecía a San Javier. Aparece descrito en el decimotercer volumen del Diccionario geográfico-estadístico-histórico de España y sus posesiones de Ultramar de Pascual Madoz con las siguientes palabras:

RODA: dip. en la prov. y part. jud. de Murcia, térm. municipal de San Javier (V.).
(Madoz, 1849, p. 535)

En 2023, la entidad singular de población tenía empadronados 2232 habitantes y el núcleo de población, 2105.